# Nicolás Pantaleone
Nicolás Pantaleone (Buenos Aires, Argentina; 18 de febrero de 1993) es un futbolista argentino que juega como defensa en el Tristán Suárez de la Primera Nacional de Argentina.

## Trayectoria

### River Plate
Participó en la Copa Libertadores Sub-20 de 2012 con el combinado de esa categoría de River Plate, se consagraría campeón de dicho torneo luego de ganarle la final al Defensor Sporting de Uruguay por 1-0 con gol de Augusto Solari.

## Clubes
| Club           | País      | Año       | PJ | Goles |
| -------------- | --------- | --------- | -- | ----- |
| River Plate    | Argentina | 2013-2014 | 0  | 0     |
| Tigre          | Argentina | 2014-2016 | 3  | 0     |
| Olimpo         | Argentina | 2016-2018 | 34 | 1     |
| Patronato      | Argentina | 2018-2019 | 14 | 0     |
| Danubio        | Uruguay   | 2019-2020 | 21 | 2     |
| Tristán Suárez | Argentina | 2020-2021 | 15 | 3     |
| Atlanta        | Argentina | 2021-2022 | 3  | 0     |
| Tristán Suárez | Argentina | 2021-2023 | 40 | 2     |
| Portuguesa     | Venezuela | 2024      | 16 | 1     |
| Tristán Suárez | Argentina | 2025-Act. |    |       |

## Palmarés

### Campeonatos internacionales
| Título                   | Club        | País      | Año  |
| ------------------------ | ----------- | --------- | ---- |
| Copa Libertadores Sub-20 | River Plate | Argentina | 2012 |